# Prince and the Revolution: Live
Prince and the Revolution: Live è un video del concerto live di Prince and The Revolution. Pubblicato dopo il tour concluso, il video è una registrazione del concerto tenutosi il 30 marzo 1985 a Syracuse, New York.

## Lista delle tracce
1. "Let's Go Crazy" (5:30)
2. "Delirious" (2:46)
3. "1999" (comprende "Reveille" interpolazione) (4:15)
4. "Little Red Corvette" (5:10)
5. "Take Me with U" (4:15)
6. "Yankee Doodle Dandy" (interludio) (6:10)
7. "Do Me, Baby" (con "Purple House" intro parlato) (4:40)
8. "Irresistible Bitch" (2:00)
9. "Possessed" (4:24)
10. "How Come U Don't Call Me Anymore" (5:05)
11. "Let's Pretend We're Married" (4:15)
12. "International Lover" (1:00)
13. "God" (8:30)
14. "Computer Blue" (4:30)
15. "Darling Nikki" (4:00)
16. "The Beautiful Ones" (comprende all'indietro "The Dance Electric" e carillon di vento intro) (7:30)
17. "When Doves Cry" (8:15)
18. "I Would Die 4 U" (3:50)
19. "Baby I'm a Star" (10:00)
20. "Purple Rain" (18:24)

- Tracce 1, 5, 14, 15, 16, 17, 18, 19 e 20 prese da Purple Rain
- Tracce 2, 3, 4, 11 e 12 prese da 1999
- Traccia 7 presa da Controversy
- Tracce 8, 10 e 13 prese da The Hits/The B-Sides
- Traccia 9 è un brano inedito
- Traccia 6 è un interludio

Fonte: